# Universidade Charles Sturt
A Universidade Charles Sturt (em inglês: Charles Sturt University) é uma universidade localizada no estado de Nova Gales do Sul, Austrália. Foi fundada em 1989 e seu nome é uma homenagem ao explorador inglês Charles Sturt.